# Oxie Idrottsplats

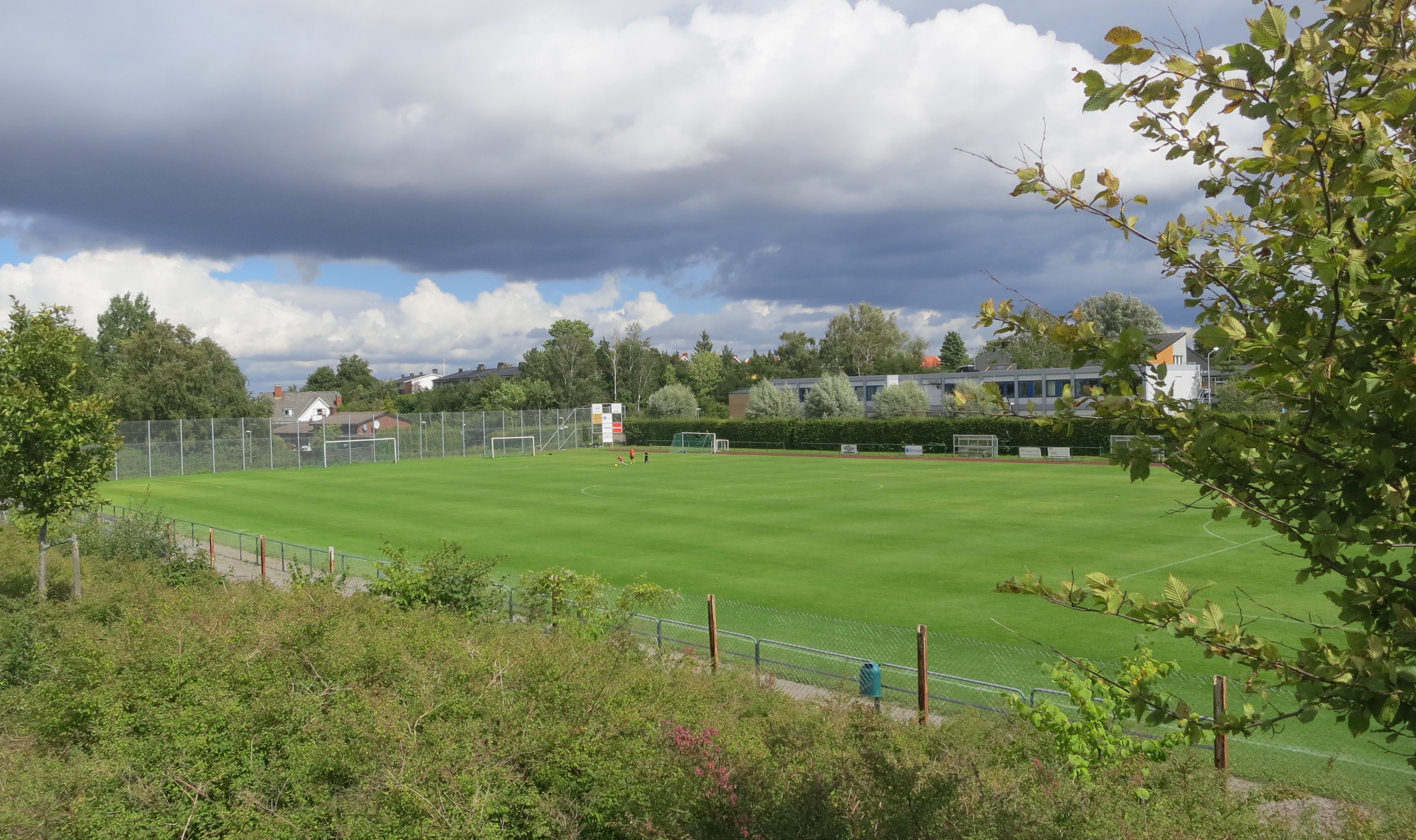
Idrottsplatsen.

Oxie Idrottsplats är en fotbollsanläggning i Oxie, i Malmö kommun. Den har två 11-manna-fotbollsplaner, varav en gräs- och en grusplan, samt ytor för skolfriidrott.
Oxie IF har sin verksamhet här. Publikrekordet är 1500 personer som tittade på matchen mellan Oxie IF och Malmö FF i svenska cupen[när?]. 
Oxie Ip grundades samtidigt som Kungshögsskolan och de både stod klara 1959. Malmö stad sköter om planen. Planerna är 50m breda och 100m långa.
Det finns även ett klubbhus med aktiviteter som schack. Laget som spelar på Oxie IP är Oxie SK